# Aberdare Valley Railway
Die Aberdare Valley Railway war eine britische Eisenbahngesellschaft in der Grafschaft Glamorgan in Südwales.
Die Gesellschaft wurde am 2. Juli 1855 gegründet um eine 2,4 Kilometer lange Bahnstrecke zwischen dem Aberdare Canal und der Kohlengrube Middle Dyffryn zu errichten. Die Strecke wurde in der Breitspur von 2140 mm angelegt und wurde von der Vale of Neath Railway (VNR) finanziert und ab der Eröffnung im November 1856 betrieben. Am 21. Juli 1859 erhielt die VNR das Recht zur Übernahme der Aberdare Valley. Dies wurde am 2. April 1864 vollzogen.